# قزل‌قیه
قزل‌قیه یکی از روستاهای استان آذربایجان شرقی است که در دهستان رازلیق بخش مرکزی شهرستان سرآب واقع شده‌است. این روستا به مساحت ۹۶ شعیر دارای آب و هوای کوهستانی است. زمستان‌های سخت و تابستان معتدل باعث شده‌است تا گردشگران در فصول گرم سال به این منطقه خوش آب و هوا هجوم آورند. در گذشته مراتع و دشت‌های اطراف این روستا محلی برای ییلاق عشایر آذربایجان بوده‌است. به لحاظ باستانی در این منطقه کاوش‌های گوناگونی به صورت غیررسمی انجام شده‌است و آثاری متعلق به حداقل ۳۰۰۰ سال قبل از مکان‌هایی چون تپه شاهمیرزا به سرقت رفته‌است. طبیعت بکر این منطقه در اردیبهشت ماه بسیار دیدنی است.